# Jason Topolski
Jason Peter Topolski (* 29. April 1975 in Tacoma, Washington) ist ein US-amerikanischer Filmproduzent, Synchronsprecher und Gamedesigner.

## Leben
Jason Topolski ging zur Woodrow Wilson High School und machte anschließend seinen Bachelor of Arts an der Western Washington University. Später arbeitete er 14 Jahre lang bei Pixar Animation Studios.

## Filmografie (Auswahl)
- 2007: Ratatouille
- 2009: George & A.J.[1]
- 2010: Toy Story 3
- 2011: Toy Story Toons (Animationsserie, Folge 1x02 Kleine Portion)
- 2012: Merida – Legende der Highlands
- 2013: Der blaue Regenschirm
- 2013: Toy Story of Terror!
- 2014: Toy Story - Mögen die Spiele beginnen

## Videospiele
- 2014: Tales from the Borderlands
- 2015: Minecraft: Story Mode